# Felix Eugen Fritsch
Felix Eugen Fritsch, född 26 april 1879 i Hampstead, död 23 maj 1954 i London, var en brittisk botaniker.
Felix Eugene Fritsch blev filosofie doktor i Münchens universitet 1902 och professor vid universitetet i London 1911. Efter att först ha utfört anatomiska systematiska undersökningar över fanerogamer övergick Fritsch huvudsakligen till algernas morfologi, fysiologi och systematik. Han framlade ett nytt algsystem och publicerade omfattande översikter som en ny reviderad utgåva av George Stephen Wests A Treatise on the British Freshwater Algae (1927) samt The Structure and Reproduction of the Algae 1–2 (1935–1945).